# Thomas Edward Gordon
Thomas Edward Gordon, né le 12 janvier 1832 à Aberdeen en Écosse et mort le 23 mars 1914, est un officier de l'Armée de terre britannique, diplomate et explorateur principalement connu pour ses expéditions au Pamir, dont il a réalisé des peintures.